# Пепе, Николя
Николя́ Пепе́ (фр. Nicolas Pépé; род. 29 мая 1995[…], Мант-ла-Жоли) — ивуарийский и французский футболист, вингер испанского клуба «Вильярреал» и сборной Кот-д’Ивуара.
1 августа 2019 года перешёл в «Арсенал» за рекордную сумму в 79 млн евро. На международном уровне представляет сборную Кот-д’ивуара, дебютировал в товарищеском поединке против Франции 15 ноября 2016 года. Участник Кубков африканских наций 2019 и 2021 годов.

## Биография
Николя Пепе родился в местечке Мант-ла-Жоли в ивуарийской семье. Среди его предков только бабушка имела французские корни, благодаря чему им и удалось закрепиться неподалёку от столицы Франции (19-й округ Парижа). Путь Пепе в футболе нельзя назвать стандартным, он не посещал знаменитых академий, а свои первые матчи провёл в любительской команде «Париж Эст» на позиции голкипера. Вскоре его отца, работавшего в тюрьме, перевели в городок Пуатье. Здесь Пепе заиграл на взрослом уровне в одноимённом клубе из пятого дивизиона. Проведя всего 9 матчей, перебрался в «Анже» из Лиги 2.

## Клубная карьера
Переход на три уровня не прошёл бесследно: Пепе не смог закрепиться в основе, поэтому полтора года выступал преимущественно во второй команде. 26 августа 2014 года дебютировал на профессиональном уровне в поединке Кубка Франции против «Арль-Авиньона» (1:2), заменив на 73-й минуте Йоана Йедлина. 21 ноября провёл свой первый матч в Лиге 2 — против «Аяччо» (1:1). За вторую команду «les scoïstes» отыграл 41 матч и забил 9 голов.
Большое значение в карьере ивуарийца сыграла аренда в «Орлеане». Это был третий по силе дивизион, но именно здесь Пепе наконец-то смог ощутить свою важность и стать лидером команды. 7 голов и столько же голевых передач в 29 матчах помогли «Орлеану» занять второе место и выйти в Лигу 2. Пепе был признан лучшим игроком своей команды.
Параллельно «Анже» смог выйти в Лигу 1. Пепе вернулся в команду и наконец-то получил стабильную игровую практику. Дебют в элитном дивизионе состоялся 13 августа в матче против «Монпелье» (0:1). 10 сентября Николя отдал голевую передачу в противостоянии с «Дижоном», а его команда одержала первую победу в сезоне. 19 ноября забил первый гол — в ворота «Ренна» (1:1). «Анжер», несмотря на все прогнозы, сумел закрепиться в элите, а Пепе сыграл в 33 матчах, забил 3 гола и отдал 1 голевую передачу.

### «Лилль»
Переезд в стан «догов» был неслучайным. На старте 2017 года у команды сменился владелец: испанский миллиардер Жерар Лопес купил 95 % акций. Он пригласил в систему команды известного скаута Луиса Кампоса, который следил за Пепе ещё во время работы в «Реале». В мае в клуб также пришёл будущий тренер «Лилля» Марсело Бьелса, который остался доволен игроком. Практически сразу после открытия трансферного окна «Лилль» выложил «Анжеру» 10 миллионов евро и подписал с игроком контракт на 5 лет. Сам Пепе выбрал «Лилль» из-за фигуры Бьелсы, которого называл «особенным и великолепным тренером». Однако сработаться с аргентинским специалистом не получилось. Он настойчиво выпускал Пепе на позиции центрфорварда, хотя сам игрок всегда тяготел к флангу. Все изменилось после того, как Бьелса был уволен за плохие результаты, а на пост главного тренера пришёл Кристоф Гальтье, который сходу передвинул Пепе на левый фланг. Здесь он расцвёл и наколотил 8 мячей в оставшихся 14 матчах.
По-настоящему успешным получился следующий сезон, в котором Пепе вышел на совершенно новый для себя уровень. 15 сентября 2018 года в Лиге 1 , Пепе забил хет-трик, где забил два пенальти, одержали победу 3:2 на выезде над Амьеном. Через несколько дней президент клуба Жерар Лопес подтвердил, что Барселона была среди нескольких клубов, которые были заинтересованы в его подписании. 14 апреля 2019 года Пепе забил гол и отдал две голевые передачи в домашней победе 5:1 над ПСЖ. Пепе закончил сезон с 22 голами, уступая только игроку ПСЖ Киллиану Мбаппе, который забил 33 мяча, также Пепе отдал 11 голевых передач.

### «Арсенал»
1 августа 2019 года было объявлено, что Пепе присоединился к английскому клубу «Арсенал» за рекордную сумму для «Арсенала» 79 млн евро (£72 млн), тем самым побив предыдущий рекорд клуба в €62 млн за Пьера-Эмерика Обамеянга. Он также стал самым дорогим представителем африканского континента, побив достижение Седрика Бакамбу. Из-за КАН и затянувшегося перехода Пепе дебютировал за «Арсенал» в рамках первого тура против «Ньюкасла» (1:0), выйдя на замену на 71-й минуте. 24 августа впервые вышел в старте в проигранном матче против «Ливерпуля» (1:3).

### «Ницца»
25 августа 2022 года на правах аренды до конца сезона 2022/23 перешёл клуб французской Лиги 1 «Ницца». В тот же день футболист был официально представлен болельщикам и выбрал 29-й игровой номер. 28 августа 2022 года дебютировал за «Ниццу» в матче чемпионата Франции против «Марселя», выйдя в стартовом составе. В следующем матче 31 августа забил свой первый гол за «Ниццу», успешно реализовав пенальти в ворота «Лилля».

## Выступления за сборную
К 22 годам Пепе только закрепился в «Анже», поэтому на тот момент казалось, что у него нет шансов попасть в сборную Франции. В ноябре 2016 года футболист принял приглашение ивуарийской федерации футбола и был включён в заявку на матч квалификации к ЧМ-2018 против Марокко (0:0). Дебютировал в официальном матче в составе национальной сборной Кот-д’ивуара 15 ноября 2016 года в товарищеском матче против сборной Франции, заменив на 86 минуте Макса Граделя. Долгое время Пепе не играл в официальных матчах, в 2017 он отправился с командой на Кубок Африки, но на поле так и не появился. Свои первые голы забивал в товарищеских встречах: против Того (дубль, 2:2) и Молдавии (2:1).

## Достижения

### Командные
«Арсенал» (Лондон)
- Обладатель Кубка Англии: 2019/20

Сборная Кот-д’Ивуара
- Обладатель Кубка африканских наций: 2023

### Личные
- Команда сезона Лиги Европы УЕФА: 2020/21[28]